# Zenon Łęski
Zenon Łęski (ur. 1864 w Sule, zm. 28 listopada 1927 w Warszawie) —  polski malarz.

## Życiorys
Urodził się w 1864 w rodzinnym majątku Sule na mińszczyźnie w rodzinie Aleksandra h. Ostoja i jego żony Sabiny z domu Korkozowicz, córki marszałka szlachty powiatu borysowskiego. W latach 1875–1883 uczył się w rosyjskim gimnazjum w Wilnie. W latach 1885–6 studiował w Instytucie Górniczym w Petersburgu a następnie jako wolny słuchacz w Akademii Sztuk Pięknych. Studiował razem z Kazimierzem Mordasewiczem, Stanisławem Bohusz-Siestrzeńcewiczem, Tadeuszem Dmochowskim, Wiktorem Mazurowskim, Ludomirem Janowskim, Zygmuntem Piotrowiczem.
W 1888 wyjechał na studia malarskie do Monachium i uczestniczył w prowadzonych przez Józefa Brandta naukach malarstwa. Następnie podróżował po Europie. Był oczarowany malarstwem francuskim i skupywał obrazy, które wysyłał do ojcowskiego domu w Sule. W 1890 przebywał w Petersburgu; w latach 1898-1911 wystawiał obrazy w Mińsku w 1898 i 1911, Krakowie w 1900, Warszawie 1901-1902 i w samym Petersburgu w 1898.
Po śmierci ojca odziedziczył majątek Tatary, gdzie wybudował dom według planu Władysława Czachórskiego. Odwiedzał Konstantego Prószyńskiego w jego majątku w Ustroniu i brał udział w organizowaniu tam spotkań artystycznych.  Zmarł 28 listopada 1927 na raka w Warszawie, pochowany został w grobie rodzinnym w Sule.

## Twórczość
- Portret Zygmunta Piotrowicza (1900)
- Portret babki ze strony matki, Scholastyki Korkozowiczowej z Uniechowskich
- Portret Katarzyny Radziwiłłowej z Rzewuskich, żony Wilhelma Adama Radziwiłła
- «Portret mężczyzny» (1891)
- Portret Marii Prószyńskiej